# Judy Geeson
Judith Amanda Geeson, conocida como Judy Geeson (Arundel, Sussex, 10 de septiembre de 1948), es una actriz inglesa de cine y televisión. Ha venido desarrollando su carrera desde 
la década de 1960 hasta la actualidad. Los aficionados al cine de terror la recuerdan gracias a algunos 
clásicos menores como El estrangulador de Rillington Place de Richard Fleischer [¿menores?] o 
Una vela para el diablo de Eugenio Martín. Recientemente, en 2012, ha sido recuperada para el género terrorífico por el director Rob Zombie, Judy tiene un papel en The Lords of Salem. Desde mediados de los 80 reside en Los Ángeles, California y posee la ciudadanía estadounidense.

## Comienzos
Geeson nació en Sussex, en el sureste de Inglaterra, en el seno de una familia de clase media en Arundel, Sussex, Inglaterra.
Su padre era editor de la revista National Coal Board. 
Su hermana, Sally Geeson, también se dedicaría a la actuación, siendo conocida sobre todo por sus papeles en comedia de situación en la televisión 
británica, durante la década de 1970. Judy Geeson asistió a una academia teatral, la Corona Stage Academy, debutando en el medio teatral en 1957.

## Trayectoria artística

### Cine
La primera  aparición importante de Geeson en el cine llegó en 1967 con Rebelión en las aulas, del realizador y escritor James Clavell, acompañando a Sidney Poitier y a la cantante pop Lulu; en ese mismo año apareció en la comedia Here We Go Round the Mulberry Bush. Al año siguiente, apareció en Berserk!, junto a la mítica actriz  Joan Crawford. Otras películas destacables en su filmografía son Prudence and the Pill (1968), Three Into Two Won't Go (1969), El estrangulador de Rillington Place (1970), Doomwatch (1972), Brannigan (1975), film policiaco protagonizado junto a John Wayne, con quien ella disfrutó trabajando) o Ha llegado el águila (1976). Durante las décadas de los 70 y los 80 Geeson apareció en numerosas películas de terror, como Una vela para el diablo, conocida internacionalmente como It Happened at Nightmare Inn y dirigida por Eugenio Martín en 1973, donde interpretaba a una turista inglesa que se enfrentaba a dos malvadas hermanas que dirigían una pensión, interpretadas estas por Aurora Bautista y Esperanza Roy; Dominique (1978) o Inseminoid (1981). Volvió al género en The Lords of Salem (2012), dirigida por Rob Zombie, película que supuso su retorno a la actuación tras una ausencia de nueve años. En 2015 volvió a colaborar con Zombie en la película 31.

## Televisión
Geeson comenzó a adquirir popularidad gracias a un papel regular en la serie de la BBC The Newcomers. Tendría un papel más destacado en la serie dramática de los 70 Poldark, como Caroline Penvenen Enys. En la serie televisiva TV series Danger UXB, interpretó el principal papel femenino, Susan Mount, en oposición al de Anthony Andrews. También interpretó el papel protagonista de Fulvia en la serie de ciencia ficción Star Maidens. En 1984, Geeson abandonó Londres para establecerse en Los Ángeles, California, donde 
decidió permanecer residiendo. Entre otros papeles, apareció regularmente en the comedia americana Loco por to como la desagradable vecina, Maggie Conway. También interpretó el papel de Sandrine en la serie Star Trek: Voyager, en los episodios Twisted y The Cloud. En la década de 1980 hizo papeles de estrella invitada en alguna populares series como Se ha escrito un crimen, El equipo A o MacGyver.

## Otros negocios
Habiendo estando interesada desde siempre en las antigüedades, Geeson dirigió un negocio especializado en las mismas, Blanche & Co, en West 3rd Street en Beverly Hills, al tiempo que seguía interpretando papeles de forma ocasional. Después de diez años de funcionamiento, 
la tienda cerró en diciembre de 2009.

## Vida personal
En la década de 1970, Geeson vivió con el diseñador artístico Sean Kenny, hasta la muerte 
de este en 1973. Ella vivió después junto al actor Barry Evans, quien previamente había protagonizado con Geeson Here We Go Round the Mulberry Bush. 
Geeson estuvo casada con el también actor Kristoffer Tabori, desde 1985 hasta su divorcio en 1989.
En 1980, junto a sus compañeros actores Jenny Agutter, Ian McKellen, Timothy Dalton y Olivia Hussey; 
se ofreció de voluntaria para enseñar a niños en Watts, Los Ángeles acerca de Shakespeare.

## Filmografía

### Cine
- Wings of Mystery (1963) como Jane
- Here We Go Round the Mulberry Bush (1967) como Mary Gloucester
- To Sir, with Love (Rebelión en las aulas o Al maestro con cariño, 1967) como Pamela Dare
- Berserk! (1968) como Angela Rivers
- Prudence and the Pill (1968) como Geraldine Hardcastle
- Hammerhead (1968) como Sue Trenton
- Three Into Two Won't Go (1969) como Ella Patterson
- Two Gentlemen Sharing (1969) como Jane
- The Executioner (1970) como Polly Bendel
- Goodbye Gemini (1970) como Jacki
- El estrangulador de Rillington Place (10 Rillington Place, 1970) como Beryl Evans[4]
- Hændeligt uheld (Dinamarca, 1971) como Susanne Strauss
- Doomwatch (1972) como Victoria Brown
- Fear in the Night (1972) como Peggy Heller
- Una vela para el diablo (distribuida en el mercado anglosajón como It Happened at Nightmare Inn, España, 1973) como Laura Barkley
- Percy's Progress (1974) como la doctora Fairweather
- Brannigan (1975) como la sargento de detectives Jennifer Thatcher
- Adventures of a Taxi Driver (1976) como Nikki
- Short Ends (1976) como Claudine
- Carry On England (1976) como la sargento Tilly Willing
- The Eagle Has Landed (1976) como Pamela
- Dominique (1978) como Marjorie Craven
- Towards the Morning (1980)
- Inseminoid (1981) como Sandy
- Los perros de la plaga (1982; voz) como pequinesa
- The Price of Life (1987) como Anthea
- Young Goodman Brown (1993) como Bridget Bishop
- The Duke (1999) como lady Fautblossom
- Everything Put Together (2000) como la madre de Angie
- Spanish Fly (2003) como Miss Inglaterra
- The Lords of Salem (2012) como Lacy Doyle
- 31 (2015) como Sister Dragon

### Televisión
- Malatesta (1964) como Vanella
- The Newcomers (1965)
- Danger Man (1965)
- Man in a Suitcase (1966) como Sue Mandel
- Who Killed the Mysterious Mr. Foster? (1971, película para TV) como Jody Kenyon
- Lady Windermere's Fan (1972, película para TV, parte de la serie de la BBC Play of the Month) como Lady Windermere
- A Room with a View (1973, película para TV, Play of the Month) como Lucy Honeychurch
- The Skin Game (1974, película para TV, Play of the Month)
- Space: 1999 (1975) como Regina Kesslann
- Poldark (1975–77) como Caroline Enys (née Penvenen)
- Diagnosis: Murder (1975, película para TV) como Helen
- Night is the Time for Killing (1975, película para TV) como Helen Marlow
- Star Maidens (1976) como Fulvia
- Return of the Saint (1978)
- Danger UXB (1979) como Susan Mount
- Breakaway (1980) como Becky Royce (Series Two)
- Murder, She Wrote (1985, 1986)
- The A-Team (1986)
- Hotel (1986)
- MacGyver (1988, 1989)
- The Secret Life of Kathy McCormick (1988, película para TV) como Babs
- Mad About You (1992–99)
- Star Trek: Voyager (1995)
- To Sir, With Love II (1996, película para TV) como Pamela Dare
- Houdini (1998) como Lady Doyle
- NewsRadio (1998)
- Alien Fury: Countdown to Invasion (2000; voz) como Alien
- Touched by an Angel (2000)
- Charmed (2000)
- Gilmore Girls (2001, 2002)